# Wolfgang Wild
Wolfgang Wild (* 20. September 1930 in Bayreuth; † 7. April 2023 in Zorneding) war ein deutscher Kernphysiker und Politiker. Nach Professuren an der Freien Universität Berlin und der Technischen Universität München war er von 1980 bis 1986 Präsident der TU München. Von 1986 bis 1989 amtierte er als erster bayerischer Wissenschaftsminister. Danach stand er vier Jahre der Deutschen Agentur für Raumfahrtangelegenheiten vor.

## Ausbildung und Beruf
Wild studierte an der Ludwig-Maximilians-Universität in München Physik. Nach seiner Promotion 1955 über das Tröpfchenmodell des Atomkerns und Zweikörperkräfte arbeitete er zunächst als Assistent von Heinz Maier-Leibnitz an der TH München. 1957 wechselte er an die Universität Heidelberg und untersuchte dort zusammen mit dem späteren Nobelpreisträger Hans Daniel Jensen die extrem hohe Stabilität von Atomkernen bei bestimmten Nukleonzahlen. Der Habilitation 1960 folgte im Jahr darauf der Ruf an die Freie Universität Berlin, wo er eine außerordentliche Professur erhielt. Im November desselben Jahres übernahm er den Lehrstuhl für Theoretische Physik an der Technischen Universität München.

## Ehrenämter
Neben seiner Forschungs- und Lehrtätigkeit engagierte sich Wild in verschiedenen Gremien der akademischen Selbstverwaltung. 1970 wurde er Vorsitzender des Strukturbeirats für die Neugründung der Universität Bayreuth und war nach deren Errichtung von 1973 bis 1976 deren Vizepräsident. Von 1979 bis 1981 war er als Vertreter Bayerns Mitglied des Wissenschaftsrates und nach seiner Wahl zum Präsidenten der TU München am 1. Oktober 1980 Mitglied der Hochschulrektorenkonferenz.

## Politische Ämter
Nach der Landtagswahl am 12. Oktober 1986 holte ihn der bayerische Ministerpräsident Franz Josef Strauß für das neu gegründete, vom Kultusministerium abgetrennte Staatsministerium für Wissenschaft und Kunst in sein Kabinett. Auch unter Strauß’ Nachfolger Max Streibl blieb Wild zunächst in diesem Amt. In der neuen Legislaturperiode (Kabinett Streibl II) wurden die beiden Ministerien unter der Leitung von Hans Zehetmair wieder zusammengelegt.
Am 20. Juni 1989 wechselte er als Generaldirektor in die neu gegründete Deutsche Agentur für Raumfahrtangelegenheiten nach Bonn. Dort vertrat er bis zu seiner Pensionierung im Jahr 1993 die deutschen Interessen in der Raumfahrt.

## Auszeichnungen
- Bayerischer Verdienstorden
- Bundesverdienstkreuz 1. Klasse
- Ehrensenator der Universität Bayreuth
- Honorarprofessor an der TU München
- 1989: Albertus-Magnus-Medaille, Stadt Regensburg
- 1991: Komturkreuz des Gregoriusordens (für seine Verdienste um die Entwicklung der Universität Eichstätt)

## Schriften
- Kernkräfte und Kernstruktur. Teil 1, 2, In: Physikalische Blätter 1977, S. 298, 356, Teil 1, Teil 2.